# Мангеттенська школа музики
Мангеттенська школа музики (англ. Manhattan School of Music або MSM) — консерваторія у Нью-Йорку, в дільниці Верхній Іст-Сайд, що в окрузі Мангеттен. Це один з провідних вищих музичних навчальних закладів США, відомий своїми суворими критеріями оцінки музикантів.

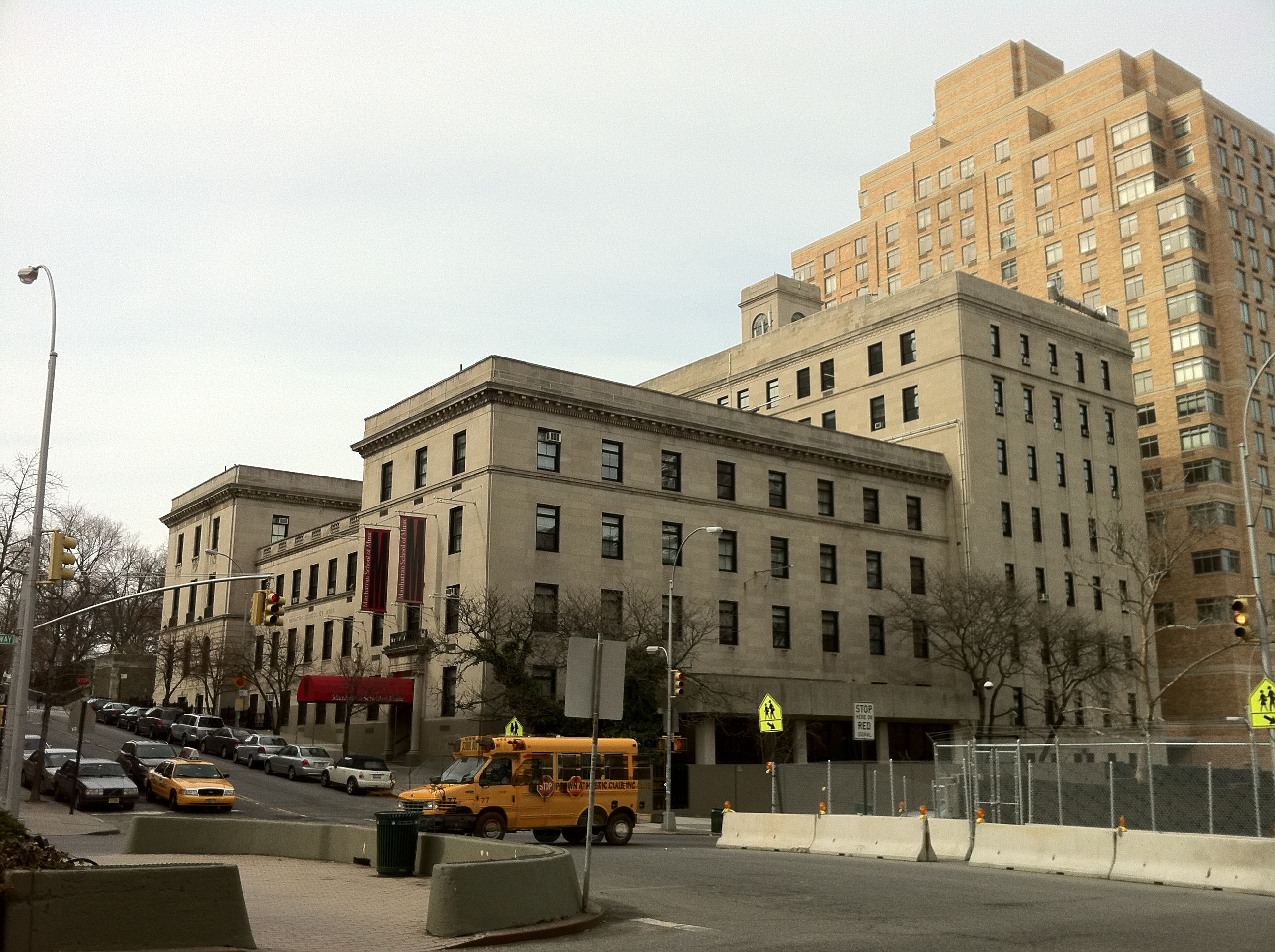
Будівля Мангеттенської школи музики

Ця консерваторія має право надання наукових звань у галузі музичного мистецтва у широкому діапазоні жанрів: від класичної музики до джазу, як артистам-виконавцям, так і композиторам.
Мангеттенська школа музики заснована 1917—1918 роках, як приватна музична школа і в той час мала назву Окружна Школа Музики (англ. Neighborhood Music School). Засновницею школи була американська піаністка і філантропка Джанет Д. Шенк (Janet D. Schenck), яка здійснювала керівництво закладом аж до 1956 року. З огляду на розташування школи в міському окрузі Мангеттен, школа отримала з часом назву Мангеттенської.

## Випускники
- Дора Заславські